# 森山酒造 (神奈川県)
森山酒造（もりやましゅぞう）は、神奈川県小田原市鬼柳138-25にある日本酒メーカー。
森山酒造場（もりやましゅぞうじょう）とも呼ばれる。
創業は元禄年間（1688年～1703年）。代表銘柄は「蜂龍盃」（はちりゅうはい）であり、「蜂も酔ってしまうほどうまい酒」という意味を持つ。

## 歴史

### 東栄町時代

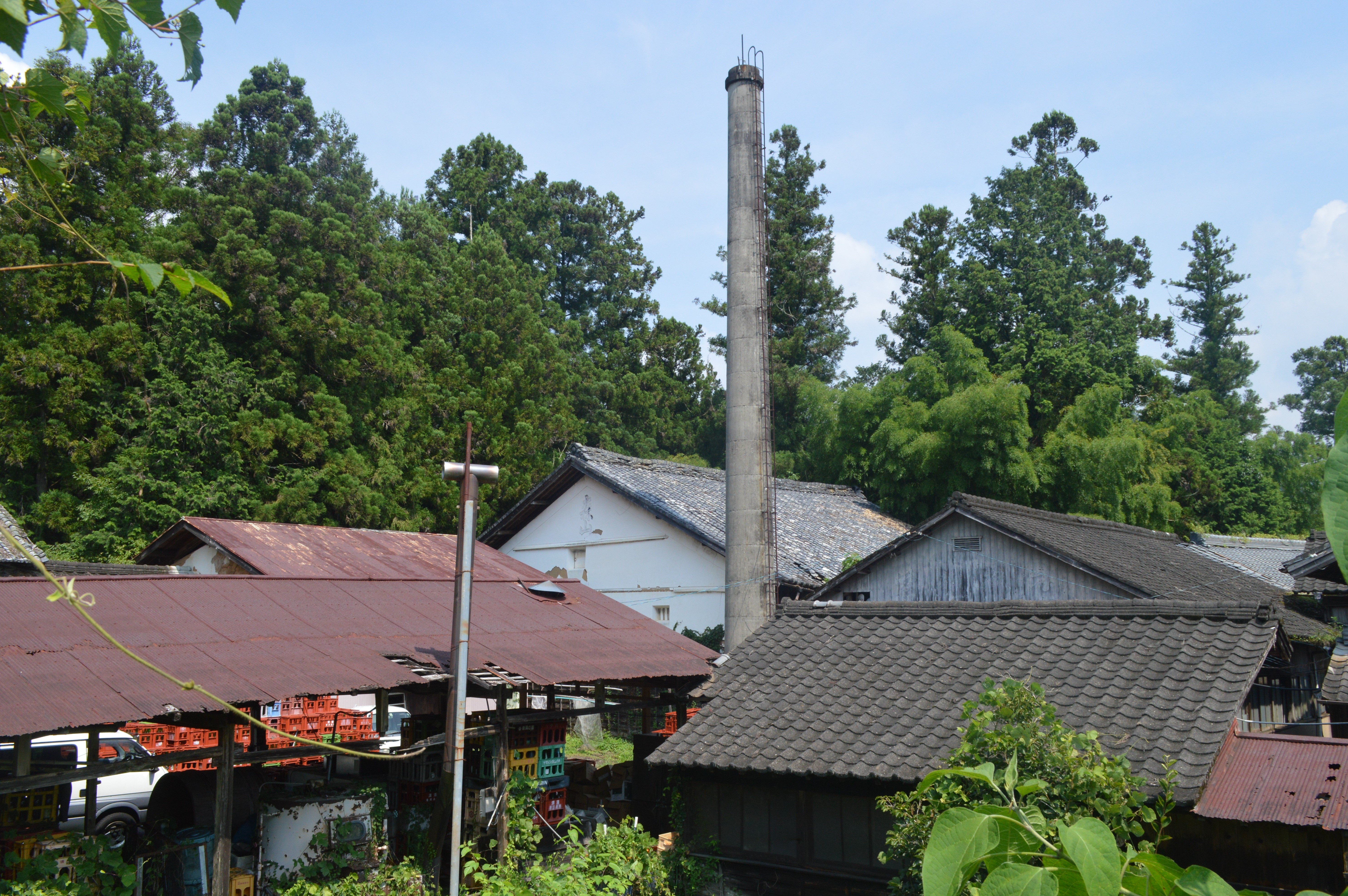
東栄町時代

江戸時代の元禄年間（1688年～1703年）に創業したが、詳細な歴史が記された資料は残存していない。
天保3年（1832年）から天保8年（1837年）には奥三河の振草郷（現在の愛知県北設楽郡東栄町）で議定論騒動（ぎじょうろんそうどう）と呼ばれる争いがあったが、森山酒造4代目当主の湯浅武八はこの争いの解決に尽力し、その経緯を『議定論日記』にまとめた。2016年（平成28年）には『議定論日記』が10代目当主の湯浅康平から東栄町教育委員会に寄贈されている。2018年（平成30年）には東栄町出身の裁判所事務官・書記官である山本正名によって、『議定論日記』を翻刻した『江戸の裁判』（風媒社）が刊行されている。
1965年（昭和40年）頃までは蒲郡市出身の三河杜氏が杜氏を務めていたが、1999年（平成11年）時点では越後杜氏が製造にあたっていた。長らく吟醸酒を製造していなかったが、1989年（平成元年）頃からは技術研鑽の意味合いも込めて吟醸酒を製造している。
東栄町で活動する地域おこし協力隊員が森山酒造に感銘を受け、2019年（令和元年）には森山酒造の日本酒を石鹸に練り込んだ「蜂龍盃純米酒石鹸」が販売された。

### 小田原移転後
森山酒造では11代目の湯浅康平が一人で酒造りを行っており、息子の湯浅俊作は神奈川県足柄上郡大井町の井上酒造で杜氏を務めていた。2020年（令和2年）冬には湯浅康平が体調を崩したことで2020酒造年度の酒造りができず、湯浅俊作は森山酒造の神奈川県小田原市移転を決断した。
湯浅は株式会社RiceWineと手を組み、2021年（令和3年）7月に森山酒造を東栄町から小田原市に移転させた。
小田原市では唯一の酒蔵であり、神奈川県においては14番目の酒蔵である。
同年7月に小田原市で酒造りを開始し、年間を通じて摂氏5度に保った冷蔵倉庫内で四季醸造を行っている。イギリスのロンドンに向けた輸出を行っており、中国やシンガポールなどに向けた輸出も検討している。

## 特色

### 東栄町時代

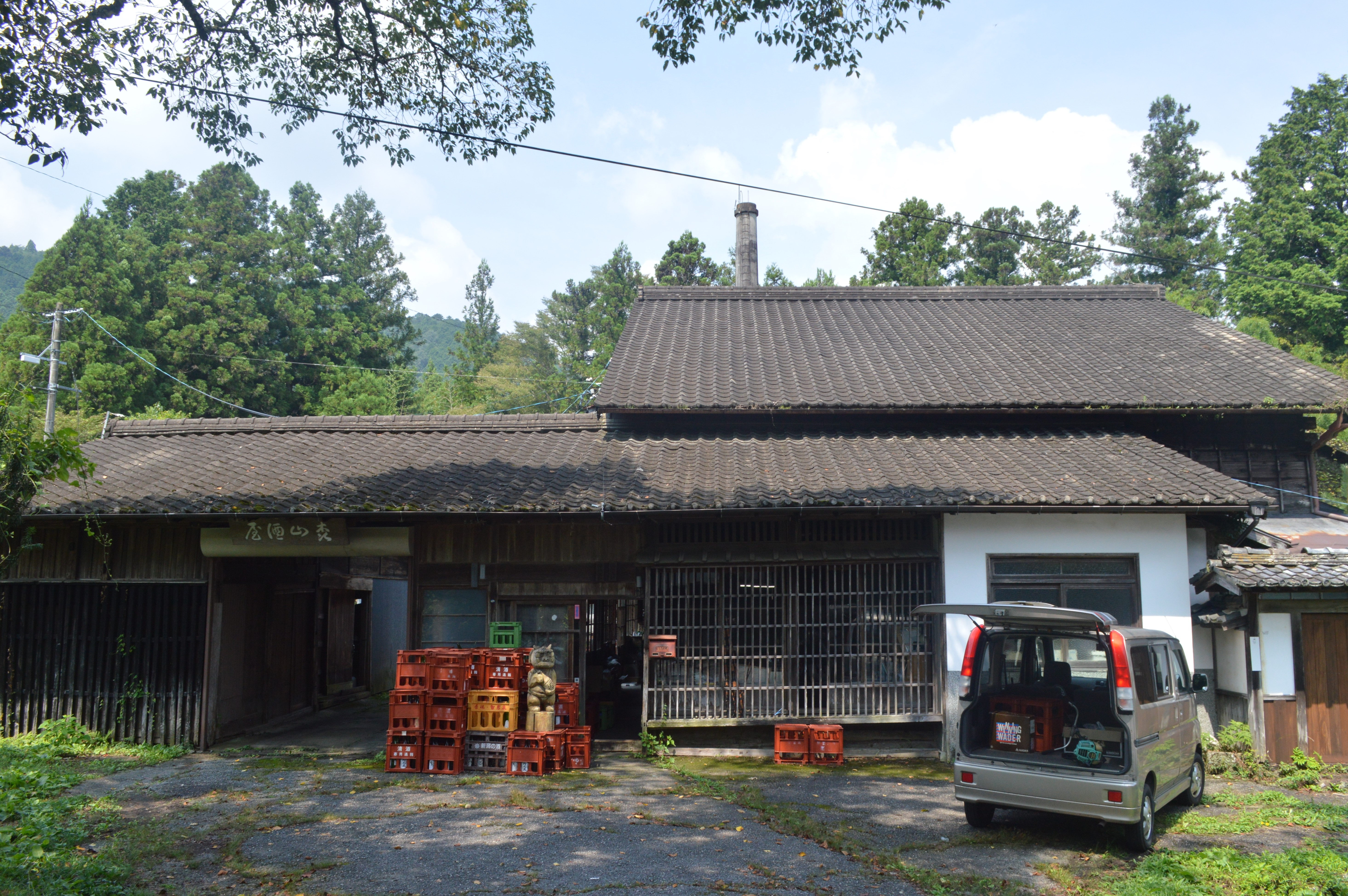
東栄町時代

愛知県でもっとも奥地にある酒蔵だった。奥三河に残る酒蔵は森山酒造と設楽町の関谷醸造の2蔵のみだった。愛知県酒造組合には加盟していない。東栄町はふるさと納税の返礼品のひとつに森山酒造の「蜂龍盃」を選定していた。
東栄町駒久保地区にある天竜川水系の湧き水を仕込み水に使用している。1999年（平成11年）時点の製造量は年間約300石。消費先は愛知県内が95%とされ、主に東栄町と新城市鳳来地区で消費される。酒米（酒造好適米）は山田錦や若水を用いている。